# Àcid lesqueròlic
L'àcid lesqueròlic, de nom sistemàtic àcid (Z,14R)-14-hidroxiicos-11-enoic, és un àcid carboxílic amb de cadena lineal amb vint àtoms de carboni, un grup funcional hidroxil, {\displaystyle {\ce {C-OH}}}, al carboni 14, i un doble enllaç al carboni 11, la qual fórmula molecular és {\displaystyle {\ce {C20H38O3}}}. En bioquímica és considerat un àcid gras rar, ja que només se'l troba en algunes plantes del gènere Physaria (antigament Lesquerella).

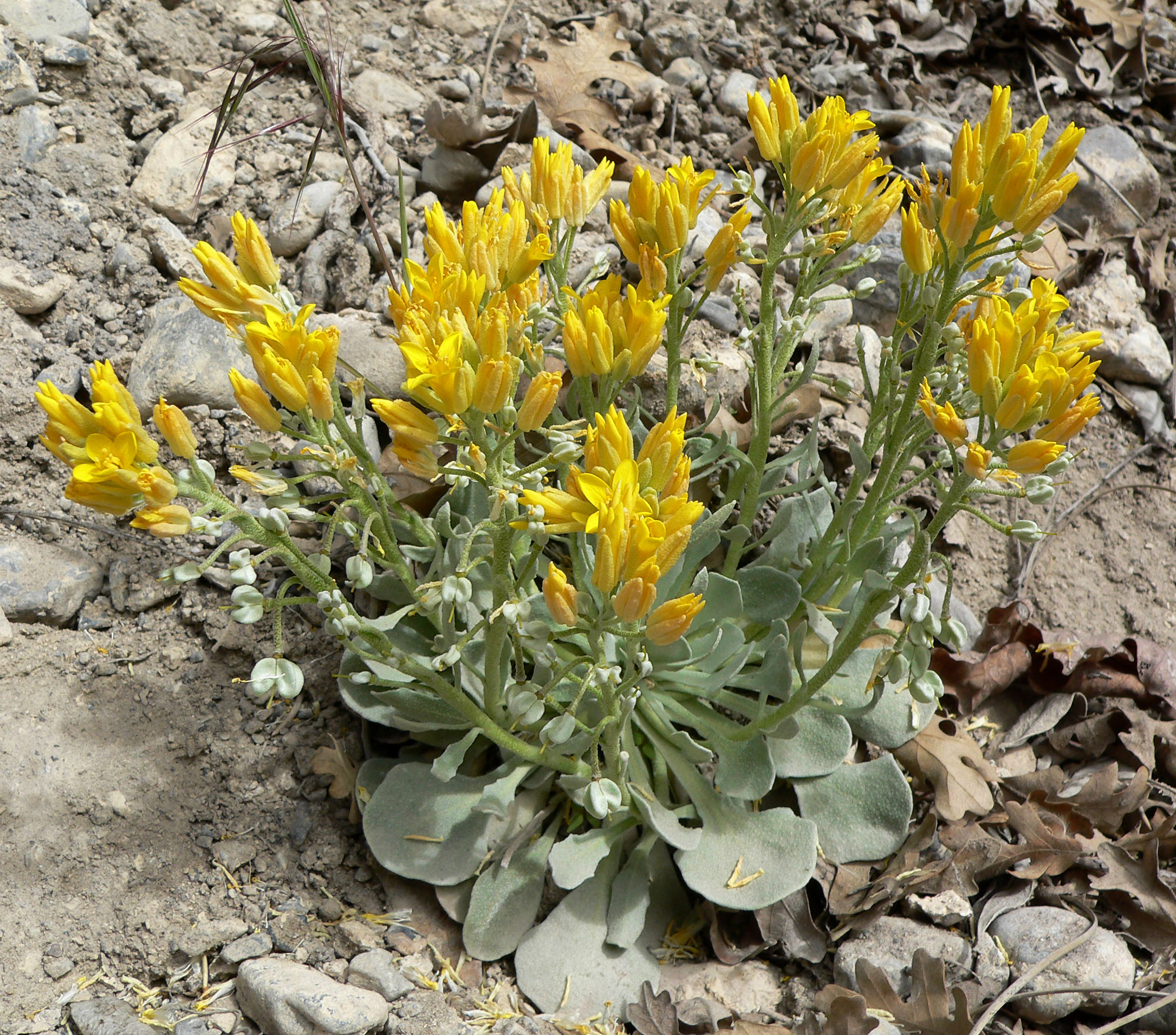
L'oli de les llavors de Physaria chambersii en contenen un 51,6 %.

Fou aïllat per primer cop el 1961 per C.R. Smith i col·laboradors de l'oli de les llavors de la planta Lesquerella lasiocarpa, que en conté un 60,8 %, i del gènere de la qual derivaren el nom comú àcid lesqueròlic. Posteriorment, s'ha aïllat en altres espècies del mateix gènere que també en contenen grans quantitats: Lesquerella pallida (84,6 %), Lesquerella lindheimeri (82,8 %), Lesquerella pallida (79,8 %), Lesquerella gracilis (64,8 %), i en moltes altres.
Es biosintetitza a partir de l'àcid ricinoleic, del qual és un homòleg, per acció d'una elongasa específica dels àcids grassos hidroxilats.